# 日向野知恵
日向野 知恵（ひがの ちえ、1984年7月28日 - ）は、日本の女子ブラジリアン柔術家、元プロボクサー。栃木県小山市出身。トライフォース柔術アカデミー新宿所属、プロボクサー時代はスパイダー根本ボクシングジム所属。第2代日本女子ミニマム級王者。日本人女子プロボクサー第1号である高築正子がトレーニングパートナーを務めた。

## 来歴

### ボクシング
栃木県立栃木女子高等学校から茨城大学に進み、卒業後に都内のデザイン会社に就職を機にキックボクシングを始め、その後地元小山のジムでボクシングに転向し、プロを目指すため埼玉県川口市のスパイダー根本（当時スパイダー蓮乗院）に移籍し、2014年3月3日プロデビュー。
デビュー3戦3連勝も、敵地大阪で山岸愛子にTKO負けを喫すると3連敗。
2015年8月7日、郷司利也子にTKO勝利で連敗を止める.
12月27日、後のIBF女子世界アトム級王者花形冴美に6回TKO負け。
2016年4月10日、草加市文化会館ホールにて山岸愛子との再戦を判定で制して雪辱に成功。
11月11日、初の世界挑戦として小関桃が持つWBC女子世界アトム級王座に挑むが4回TKO負け。
2018年3月4日、 韓国・大田にて李恩惠が持つJBC非公認のWIBA世界フライ級王座に挑戦するが、判定負け。
10月31日、前王者矢吹純が負傷のため空位となった日本女子ミニマム級王座決定戦として後楽園ホールで成田佑美と対戦も1-1判定の引き分けで王座は空位のまま。
2019年2月10日、兵庫県姫路市のウインク武道館にて成田佑美との再戦を2-1判定で制して初タイトル獲得。
3月25日、 フィリピン・マニラにてケーシー・モートンが持つWBO女子アジア太平洋フライ級王座に挑むが、1-2の判定で王座獲得を逃す。
6月25日、後楽園ホールで日本王座初防衛戦として千本瑞規を迎え撃つが、6回33秒に傲然のバッティングが起こり試合続行不可能となったため、負傷判定となり0-2で敗れ王座陥落。
この試合後にプロボクサーを引退。

### ブラジリアン柔術
2020年、ブラジリアン柔術に転向。
2021年9月、全日本ノーギ選手権、全日本マスター選手権を立て続けに優勝。
2022年1月9日、KIT.04にてプロ柔術デビューを果たすが、吉永愛にゴールデンスコアで惜しくも敗れる。

## 戦績
- プロボクシング：18戦 8勝 2KO 9敗 1分

## 獲得タイトル
- 第2代日本女子ミニマム級王座